# Polycarpa mamillaris
Polycarpa mamillaris är en sjöpungsart som beskrevs av Wilhelm Michaelsen 1912. Polycarpa mamillaris ingår i släktet Polycarpa och familjen Styelidae. Inga underarter finns listade i Catalogue of Life.